# Doha Diamond League
Il Doha Diamond League, in precedenza denominato Qatar Athletic Super Grand Prix, è un meeting internazionale di atletica leggera che si tiene annualmente presso lo Stadio internazionale Khalifa di Doha, in Qatar.
Il meeting, fondato nel 1997, è inserito dal 2010 nel calendario del circuito della Diamond League; in precedenza ha fatto parte dei circuiti Grand Prix e Super Grand Prix. Fino al 2018 l'evento si è svolto presso lo Stadio Qatar SC.

## Edizioni
Di seguito la tabella delle ultime edizioni del meeting.
| Anno | Edizione | Circuito              | Dettagli                             |
| ---- | -------- | --------------------- | ------------------------------------ |
| 2007 | IX       | Super Grand Prix 2007 | Qatar IAAF World Super Tour 2007     |
| 2008 | X        | Super Grand Prix 2008 | Qatar Athletic Super Grand Prix 2008 |
| 2009 | XI       | Super Grand Prix 2009 | Qatar Athletic Super Grand Prix 2009 |
| 2010 | XII      | Diamond League 2010   | Doha Diamond League 2010             |
| 2011 | XIII     | Diamond League 2011   | Doha Diamond League 2011             |
| 2012 | XIV      | Diamond League 2012   | Doha Diamond League 2012             |
| 2013 | XV       | Diamond League 2013   | Doha Diamond League 2013             |
| 2014 | XVI      | Diamond League 2014   | Doha Diamond League 2014             |
| 2015 | XVII     | Diamond League 2015   | Doha Diamond League 2015             |
| 2016 | XVIII    | Diamond League 2010   | Doha Diamond League 2016             |
| 2017 | XIX      | Diamond League 2017   | Doha Diamond League 2017             |
| 2018 | XX       | Diamond League 2018   | Doha Diamond League 2018             |
| 2019 | XXI      | Diamond League 2019   | Doha Diamond League 2019             |
| 2020 | XXII     | Diamond League 2020   | Doha Diamond League 2020             |
| 2021 | XXIII    | Diamond League 2021   | Doha Diamond League 2021             |
| 2022 | XXIV     | Diamond League 2022   | Doha Diamond League 2022             |
| 2023 | XXV      | Diamond League 2023   | Doha Diamond League 2023             |
| 2024 | XXVI     | Diamond League 2024   | Doha Diamond League 2024             |
| 2025 | XXVII    | Diamond League 2025   | Doha Diamond League 2025             |

## Record del meeting

### Uomini
Statistiche aggiornate al 2025.
| Specialità             | Prestazione        | Atleta                                                          | Nazione                    | Data           | Note  |
| ---------------------- | ------------------ | --------------------------------------------------------------- | -------------------------- | -------------- | ----- |
| 100 m piani            | 9"74 (+0,9 m/s)    | Justin Gatlin                                                   | Stati Uniti                | 15 maggio 2015 |       |
| 200 m piani            | 19"67 (+1,7 m/s)   | Kenny Bednarek                                                  | Stati Uniti                | 10 maggio 2024 | [ 3 ] |
| 400 m piani            | 43"87              | Steven Gardiner                                                 | Bahamas                    | 4 maggio 2018  |       |
| 800 m piani            | 1'43"00            | David Rudisha                                                   | Kenya                      | 14 maggio 2010 |       |
| 1500 m piani           | 3'29"18            | Asbel Kiprop                                                    | Kenya                      | 9 maggio 2014  |       |
| 3000 m piani           | 7'26"18            | Lamecha Girma                                                   | Etiopia                    | 5 maggio 2023  | [ 4 ] |
| 5000 m piani           | 12'51"21           | Eliud Kipchoge                                                  | Kenya                      | 14 maggio 2010 |       |
| 110 m ostacoli         | 12"95 (+2,0 m/s)   | David Oliver                                                    | Stati Uniti                | 9 maggio 2008  |       |
| 400 m ostacoli         | 47"57              | Abderrahman Samba                                               | Qatar                      | 4 maggio 2018  |       |
| 2000 m siepi           | 5'14"53            | Saif Saaeed Shaheen                                             | Qatar                      | 13 maggio 2005 |       |
| 3000 m siepi           | 7'56"58            | Paul Kipsiele Koech                                             | Kenya                      | 11 maggio 2012 |       |
| Salto in alto          | 2,41 m             | Ivan Uchov                                                      | Russia                     | 9 maggio 2014  |       |
| Salto con l'asta       | 6,02 m             | Armand Duplantis                                                | Svezia                     | 14 maggio 2022 |       |
| Salto in lungo         | 8,41 m (+1,8 m/s)  | James Beckford                                                  | Giamaica                   | 13 maggio 1999 |       |
| Salto triplo           | 18,06 m (+0,8 m/s) | Pedro Pablo Pichardo                                            | Cuba                       | 15 maggio 2015 |       |
| Getto del peso         | 22,28 m            | Ryan Whiting                                                    | Stati Uniti                | 10 maggio 2013 |       |
| Lancio del disco       | 70,89 m            | Kristjan Čeh                                                    | Slovenia                   | 5 maggio 2023  | [ 4 ] |
| Lancio del martello    | 83,33 m            | Kōji Murofushi                                                  | Giappone                   | 15 maggio 2002 |       |
| Lancio del giavellotto | 93,90 m            | Thomas Röhler                                                   | Germania                   | 5 maggio 2017  |       |
| Staffetta 4×400 m      | 3'02"29            | Baboloki Thebe Nijel Amos Zacharia Kamberuka Leaname Maotoanong | Botswana Squadra nazionale | 6 maggio 2016  |       |

### Donne
Statistiche aggiornate al 2025.
| Specialità             | Prestazione                | Atleta               | Nazione       | Data           | Note  |
| ---------------------- | -------------------------- | -------------------- | ------------- | -------------- | ----- |
| 100 m piani            | 10"76 (+0,9 m/s)           | Sha'Carri Richardson | Stati Uniti   | 5 maggio 2023  | [ 4 ] |
| 200 m piani            | 21"98 (+1,6 m/s)           | Allyson Felix        | Stati Uniti   | 15 maggio 2015 |       |
| 200 m piani            | 21"98 (+1,3 m/s)           | Gabby Thomas         | Stati Uniti   | 13 maggio 2022 |       |
| 400 m piani            | 49"83                      | Allyson Felix        | Stati Uniti   | 9 maggio 2008  |       |
| 400 m piani            | 49"83                      | Salwa Eid Naser      | Bahrein       | 16 maggio 2025 | [ 5 ] |
| 800 m piani            | 1'54"98                    | Caster Semenya       | Sudafrica     | 3 maggio 2019  |       |
| 1500 m piani           | 3'56"60                    | Abeba Aregawi        | Svezia        | 10 maggio 2013 |       |
| 3000 m piani           | 8'20"68                    | Hellen Obiri         | Kenya         | 9 maggio 2014  |       |
| 5000 m piani           | 14'26"98                   | Beatrice Chebet      | Kenya         | 10 maggio 2024 | [ 3 ] |
| 100 m ostacoli         | 12"35 (+0,9 m/s)           | Jasmin Stowers       | Stati Uniti   | 15 maggio 2015 |       |
| 400 m ostacoli         | 53"61                      | Dalilah Muhammad     | Stati Uniti   | 3 maggio 2019  |       |
| 3000 m siepi           | 9'00"12                    | Hyvin Kiyeng         | Kenya         | 5 maggio 2017  |       |
| Salto in alto          | 2,05 m                     | Blanka Vlašić        | Croazia       | 8 maggio 2009  |       |
| Salto con l'asta       | 4,84 m                     | Sandi Morris         | Stati Uniti   | 4 maggio 2018  |       |
| Salto con l'asta       | 4,84 m                     | Sandi Morris         | Stati Uniti   | 28 maggio 2021 |       |
| Salto con l'asta       | 4,84 m                     | Katie Nageotte       | Stati Uniti   | 28 maggio 2021 |       |
| Salto in lungo         | 7,25 m (+1,6 m/s)          | Brittney Reese       | Stati Uniti   | 10 maggio 2013 |       |
| Salto triplo           | 15,15 m (+2,0 m/s)         | Yulimar Rojas        | Venezuela     | 28 maggio 2021 |       |
| Getto del peso         | 20,20 m                    | Valerie Adams        | Nuova Zelanda | 9 maggio 2014  |       |
| Lancio del disco       | 71,38 m                    | Sandra Perković      | Croazia       | 4 maggio 2018  |       |
| Lancio del martello    | 76,83 m                    | Kamila Skolimowska   | Polonia       | 11 maggio 2007 |       |
| Lancio del giavellotto | 63,26 m (vecchio attrezzo) | Mikaela Ingberg      | Finlandia     | 7 maggio 1998  |       |
| Lancio del giavellotto | 67,33 m (nuovo attrezzo)   | Barbora Špotáková    | Rep. Ceca     | 14 maggio 2010 |       |